# Кубок України з футболу серед аматорів 2006

## Перелік матчів

### Перший раунд (1/8)
| «Княжа» (Добромиль)      | 5:1 | ФК «Бадалово»               | 1:0 та 4:1 |
| ФК «Тужилів»             | 1:5 | «Карпати» (Кам'янка-Бузька) | 0:0 та 1:5 |
| «Бровар» (Микулинці)     | 2:0 | ВОТРАНС-ЛСТМ (Луцьк)        | 2:0 та 0:0 |
| ФК «Ніжин»               | 3:1 | «Авангард» (Корюківка)      | 2:0 та 1:1 |
| «Альянс» (Київ)          | 6:5 | «Авангард» (Монастирище)    | 2:2 та 4:3 |
| «Ілліч-Агро» (Маріуполь) | 5:0 | ФК «Бердянськ»              | 5:0 та +:- |
| «Мир» (Горностаївка)     | 2:3 | «Колос» (Нікопольський р-н) | 2:3 та -:+ |

### Чвертьфінали (1/4)
| «Княжа» (Добромиль)      | 0:2 | «Карпати» (Кам'янка-Бузька) | 0:1 та 0:1 |
| «Бровар» (Микулинці)     | 1:4 | ОДЕК (Оржів)                | 1:1 та 0:3 |
| ФК «Ніжин»               | 2:3 | «Альянс» (Київ)             | 0:1 та 2:2 |
| «Ілліч-Агро» (Маріуполь) | 1:1 | «Колос» (Нікопольський р-н) | 1:1 та 0:0 |

### Півфінали (1/2)
| «Карпати» (Кам'янка-Бузька) | 6:1 | ОДЕК (Оржів)                | 2:1 та 4:0 |
| «Альянс» (Київ)             | 3:4 | «Колос» (Нікопольський р-н) | 2:2 та 1:2 |

### Фінал
| «Карпати» (Кам'янка-Бузька) | 3:2 | «Колос» (Нікопольський р-н) | 0:1 та 3:1 |